# Marion Kreiner
Marion Kreiner (Graz, 4 maggio 1981) è un'ex snowboarder austriaca.

## Biografia
Specialista dello slalom parallelo e dello slalom gigante parallelo, ha esordito in Coppa del Mondo di snowboard il 26 gennaio 2002 nello snowboard cross di Kreischberg giungendo al 17º posto. Da allora, nello stesso circuito internazionale, ha conquistato 17 podi e due successi: uno nel gigante parallelo e uno nello slalom parallelo.
Nel 2007 è stata convocata anche per i Mondiali di Arosa (in Svizzera) durante i quali riesce ad aggiudicarsi la medaglia d'argento nello slalom parallelo. Nella successiva edizione della stessa manifestazione iridata di Gangwon 2009 (in Corea del Sud), fa ancora meglio conquistando l'oro iridato nel gigante parallelo. La Kreiner vanta inoltre un bronzo olimpico ottenuto a Vancouver 2010, sempre nel gigante parallelo.

## Palmarès

### Olimpiadi
- 1 medaglia:
  - 1 bronzo (slalom gigante parallelo a Vancouver 2010)

### Mondiali
- 3 medaglie:
  - 1 oro (gigante parallelo a Gangwon 2009)
  - 1 argento (slalom parallelo a Arosa 2007)
  - 1 bronzo (slalom parallelo a Kreischberg 2015)

### Coppa del Mondo
- Vincitrice della Coppa del Mondo di slalom gigante parallelo nel 2013 e nel 2015
- Miglior piazzamento nella Coppa del Mondo generale di snowboard: 5ª nel 2011
- Miglior piazzamento nella Coppa del Mondo di parallelo: 2ª nel 2013 e nel 2015
- Miglior piazzamento nella Coppa del Mondo di slalom parallelo: 4ª nel 2013 e nel 2014
- 25 podi:
  - 5 vittorie
  - 9 secondi posti
  - 11 terzi posti

#### Coppa del Mondo - vittorie
| Data             | Luogo           | Paese         | Disciplina |
| ---------------- | --------------- | ------------- | ---------- |
| 16 dicembre 2007 | Sölden          | Austria       | PGS        |
| 9 marzo 2011     | Yongpyong       | Corea del Sud | PSL        |
| 14 febbraio 2013 | Soči            | Russia        | PGS        |
| 16 dicembre 2014 | Carezza al Lago | Italia        | PGS        |
| 31 gennaio 2015  | Rogla           | Slovenia      | PGS        |

Legenda:

PGS = Slalom gigante parallelo

PSL = Slalom parallelo